# Craugastor guerreroensis
La rana ladrona de Guerrero (Craugastor guerreroensis) es un anfibio anuro de la familia Craugastoridae. Es una especie endémica del centro de Guerrero, México. La palabra Craugastor viene del griego “kreas”, quebradizo, o seco y “gaster”, vientre o estómago, es decir significa “de vientre seco o quebradizo” 1.

## Clasificación y descripción de la especie
Es un anuro de la familia Craugastoridae del orden Anura. Es de talla pequeña y cuerpo esbelto, alcanza una longitud de 40 mm. La cabeza es tan ancha como el cuerpo. Los dedos son largos con la punta de los dígitos notablemente expandida formando discos ovalados. El tímpano es grande, siendo tres cuartas partes el diámetro del ojo. El dorso es gris con un ligero tinte verdoso con manchas oscuras no bien definidas, a excepción de un triángulo interorbital. Tiene tres barras labiales en un fondo claro. Presenta bandas transversales café oscuras en la superficie superior de ambas extremidades.

## Distribución de la especie
Endémica de México, se distribuye en la región centro de Guerrero en Agua de Obispo 2,3.

## Ambiente terrestre
Vive entre los 820 y 1,050 m s n m en bosques de pino encino y selvas bajas caducifolias 2. 

## Estado de conservación
Se considera como sujeta a protección especial (Norma Oficial Mexicana 059) y en Peligro Crítico (CR) en la lista roja de la UICN. 